# Kouros von Flerio

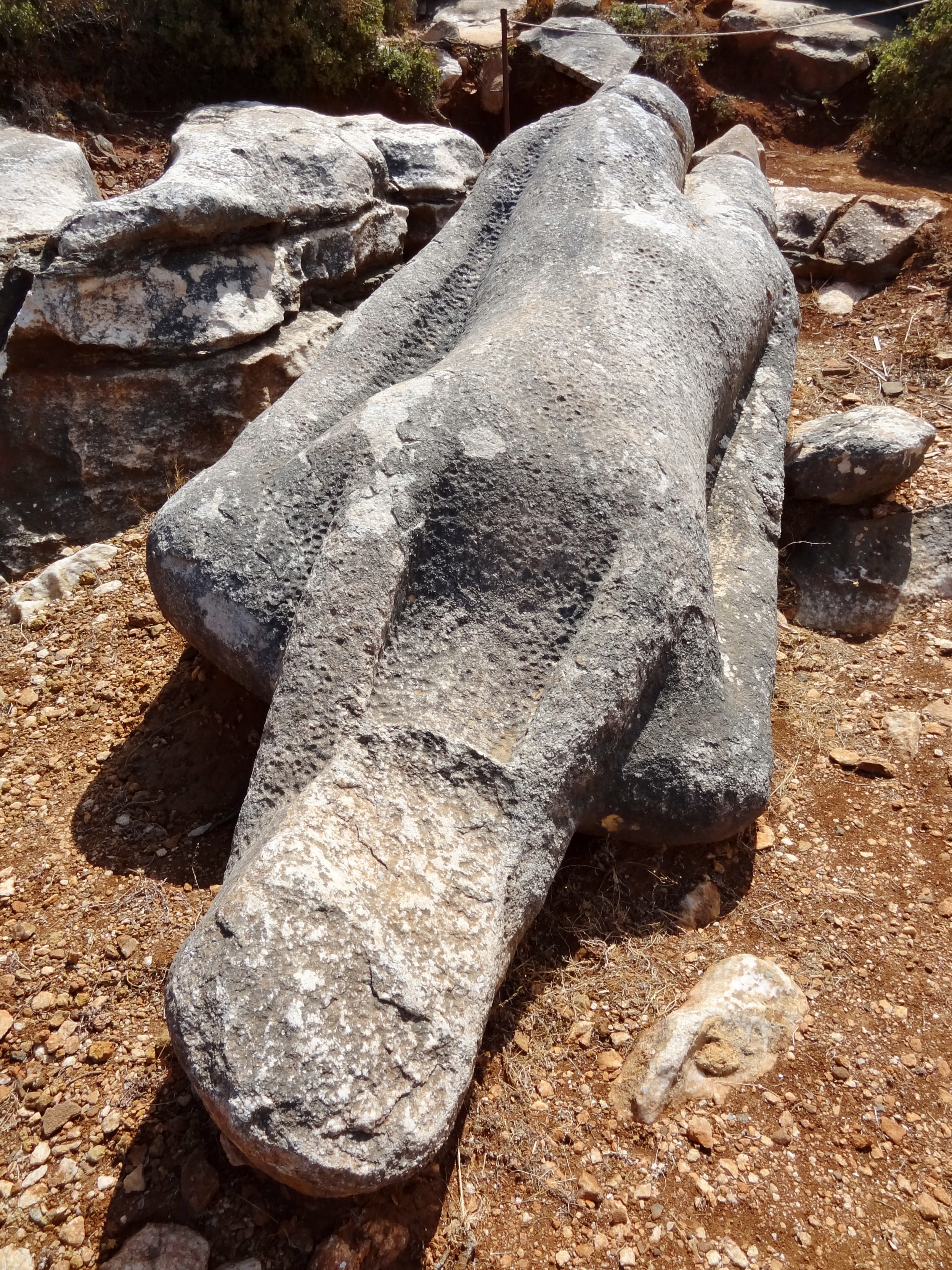
Kouros im antiken Steinbruch

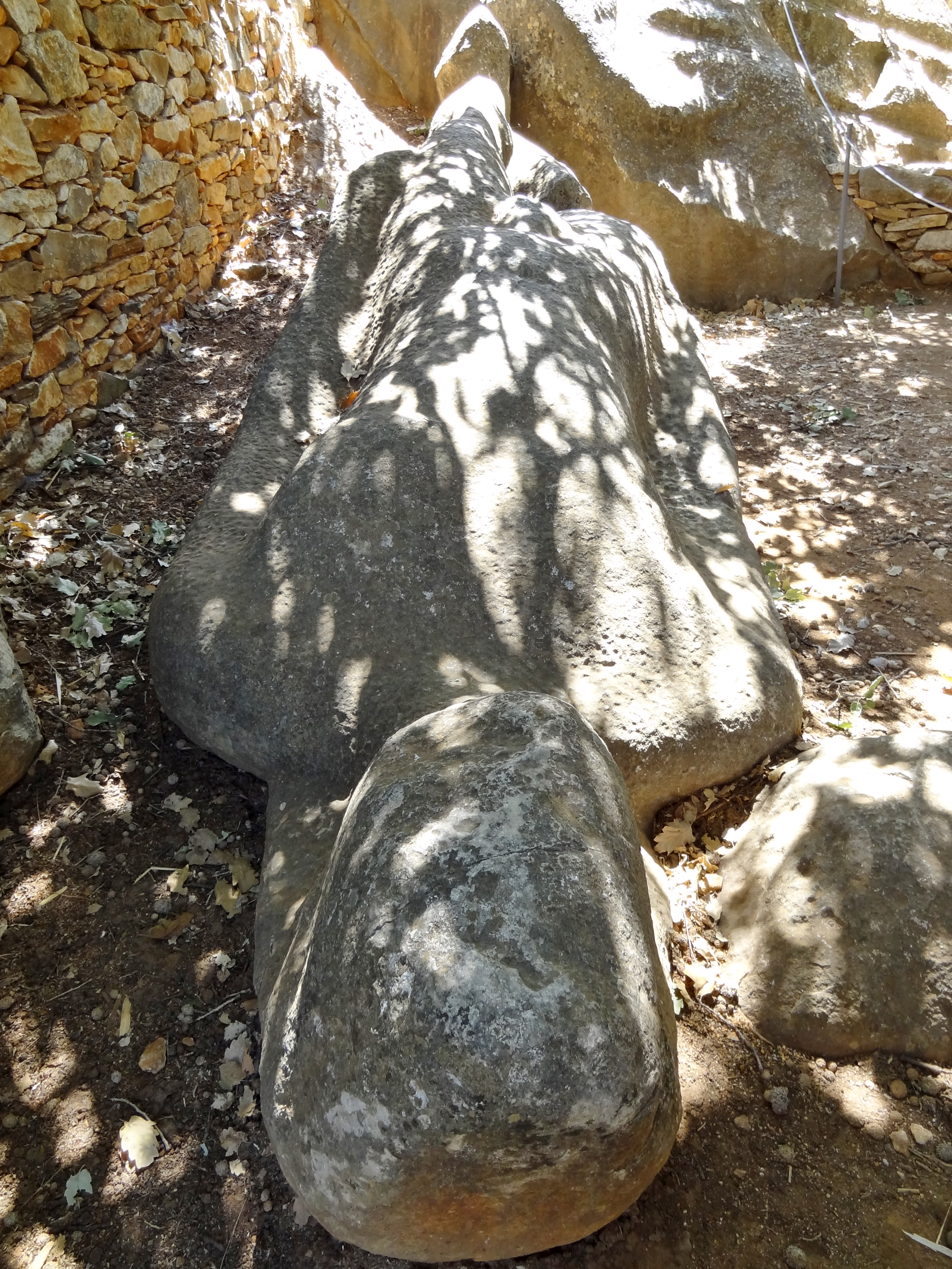
Kouros im Garten von Flerio

Der Kouros von Flerio ist eine 4,7 Meter große Statue (Kouros) aus weißem Naxos-Marmor, die sich in einem dörflichen Garten von Melanes, einem kleinen Dorf auf Naxos, einer der Inseln der Kykladen in Griechenland, befindet. Neben diesem Kouros befindet sich ein weiterer in einem Steinbruch in der Nähe von Melanes. Ihre Gewichte dürfte zwischen 5 und 7 Tonnen liegen. Der größte Kouros auf Naxos mit 10,45 Metern ist der Kouros von Apollonas mit etwa 80 Tonnen.

## Beschreibung
Bei den Kouros-Statuen handelt es sich in den meisten Fällen um die Darstellung unbekleideter Jünglinge, die ihre Arme seitlich am Körper angelegt haben. Die Kouroi entstanden in der archaischen Zeit des 7. bis 6. Jahrhunderts v. Chr. Die Kouroi sind die männlichen Gegenstücke zu weiblichen Figuren, den Koren.
Beide Kouroi bei Flerio sind unvollendet und bestehen aus Naxos-Marmor. Sie wurden nicht verwendet, weil die Füße beim Transport abbrachen.

### Kouros im Garten von Flerio

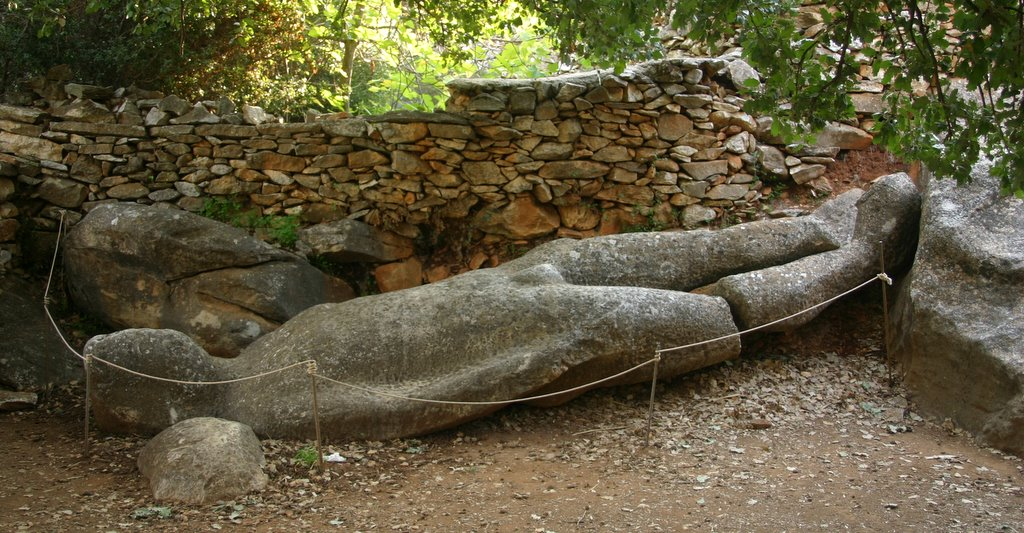
Lage des Kouros im Garten

Koordinaten: 37° 5′ 0,8″ N, 25° 27′ 7,8″ O
Die Kouros-Statue von Flerio liegt im Schatten eines bäuerlichen Gartens. Die Figur ist unvollendet und mit Spitzeisen von den antiken Steinmetzen grob vorgearbeitet worden. Dies kann an den punktförmigen Vertiefungen erkannt werden, die über die gesamte Statue verteilt sind. Die Umrisse der Figur sind grob erkennbar. Die Arme sind angelegt und im Beinbereich ist ein großes Stück Marmor abgebrochen, das locker angefügt ist. Die Füße an der Plastik fehlen in Gänze, es ist anzunehmen, dass sie abgebrochen sind und damit dieses Artefakt nicht verwendet werden konnte.

### Kouros im Steinbruch bei Flerio

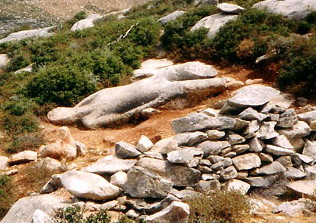
Lage des Kouros im Steinbruch

Koordinaten: 37° 4′ 52,1″ N, 25° 27′ 14,2″ O
Der Kouros im Steinbruch, auch Kouros von Potamia genannt, liegt auf halber Höhe auf einem 300 Meter hohen Marmorhügel und ist 5,0 Meter hoch. Die Statue ist ebenso unvollendet und seine Beine sind abgebrochen, da er vermutlich beim Transport im Steinbruch abrutschte und dort liegen blieb. Die Figur liegt auf dem Rücken, daher war er von der Gesteinsschicht, aus der er geschlagen wurde, abgetrennt.
Da das Marmorstück stark ausgeprägte Lager hat, sind des Weiteren Materialfehler deutlich erkennbar. Das Gesicht ist abgeschält und fehlt; an den Fußstümpfen sind ebenso deutliche Schalen erkennbar, die noch wenig mit der Figur verbunden sind. Neben dem liegenden Kouros befinden sich grob ausgearbeiteten Füße der Figur, die auf einem in jüngerer Zeit hergestellten Beton-Fundament befestigt sind.

## Sonstiges

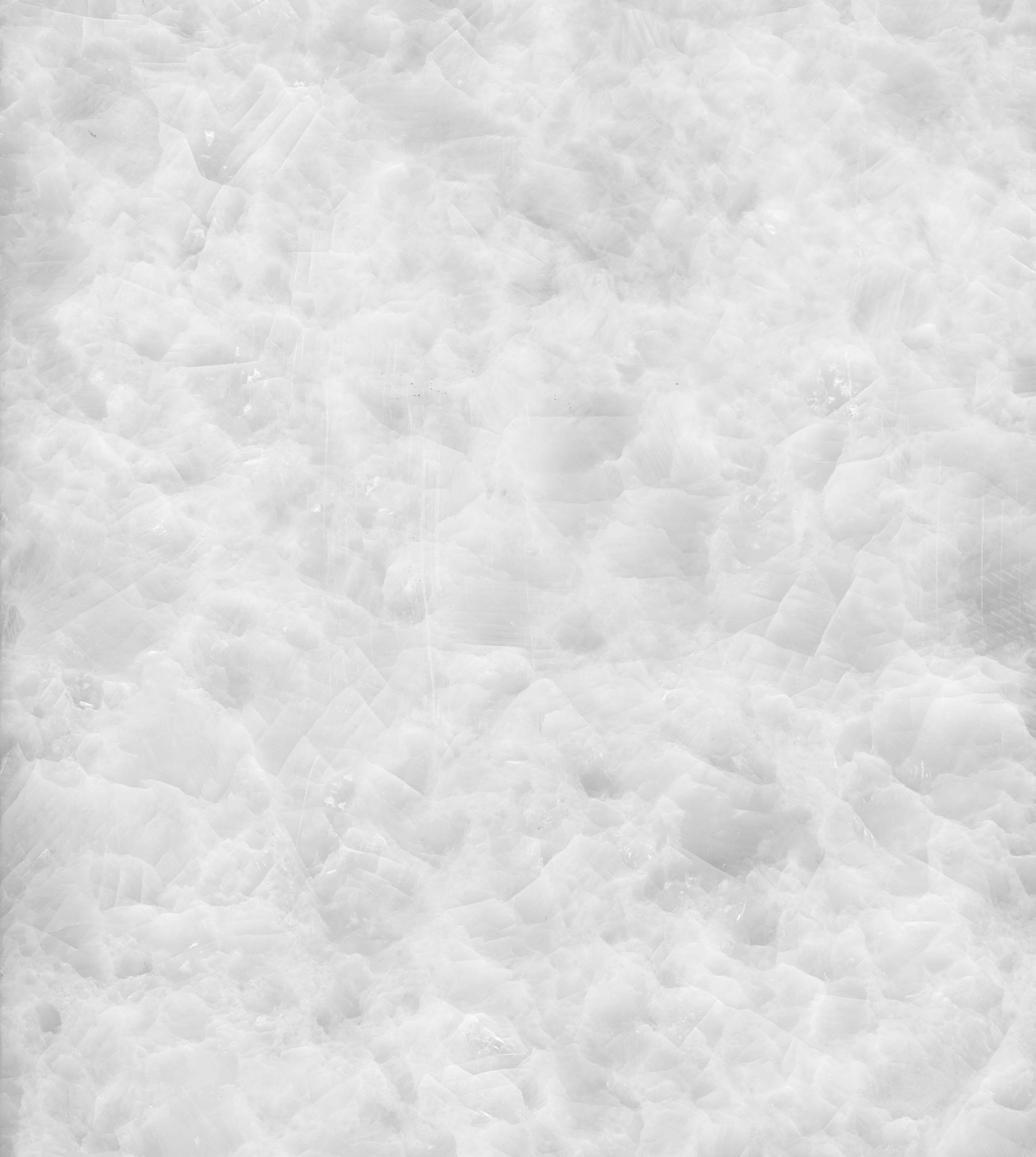
Muster des Naxos-Marmors

Der Koloss der Naxier, ein Kouros von 9 Metern Höhe, wurde im Steinbruch, in dem auch die beiden Kouroi von Flerio liegen, gewonnen. Anschließend zum Hafen von Naxos transportiert und auf dem Schiffsweg auf Delos gebracht.